# Audi A4 B6
Audi A4 B6 (Тип 8E) — друге покоління Audi A4, що виготовлялось з 2000 до 2006 року та прийшло на заміну Audi A4 B5.
Всього виготовлено 1 179 076 автомобілів.

## Опис

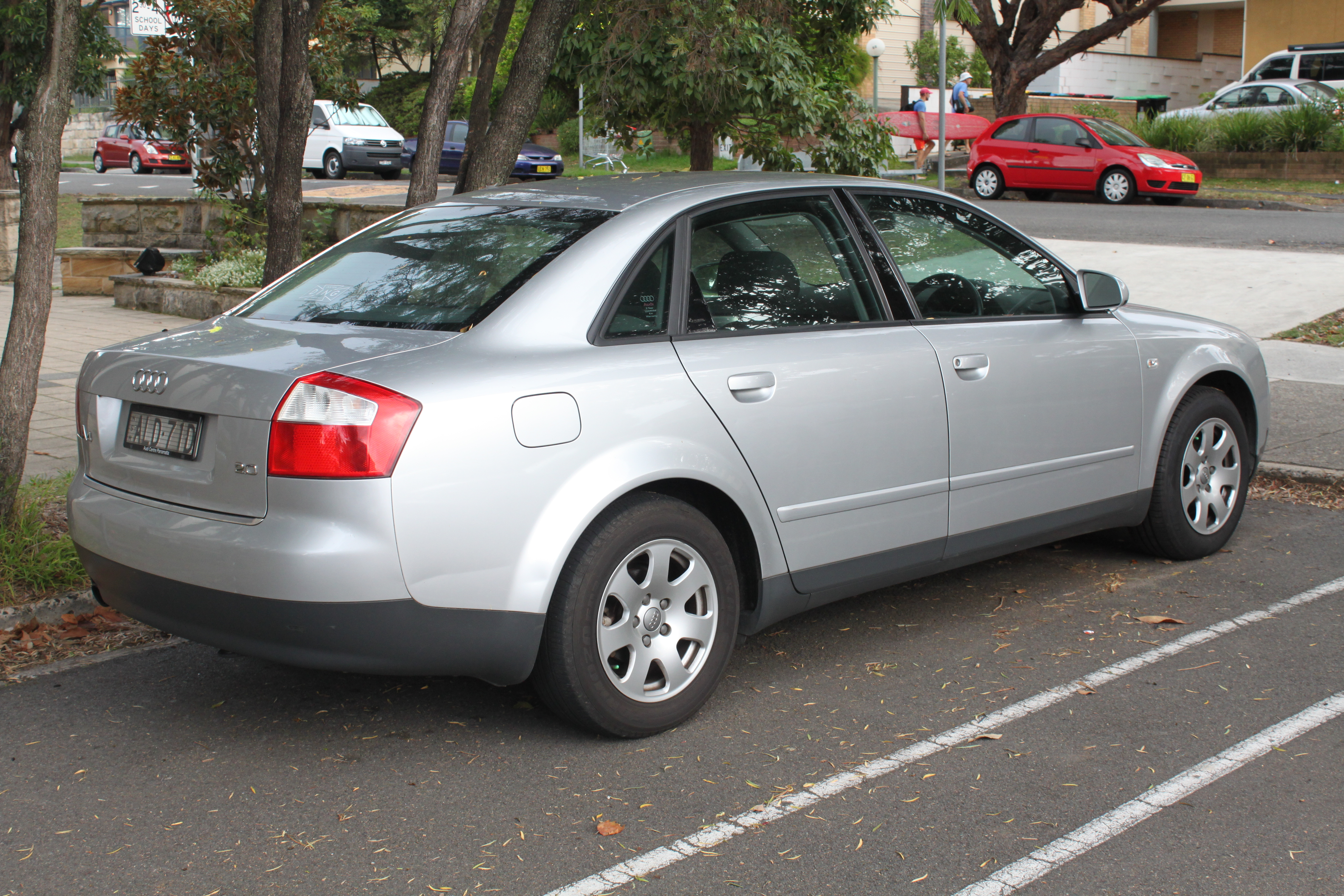
Audi A4 Limousine, Модель B6

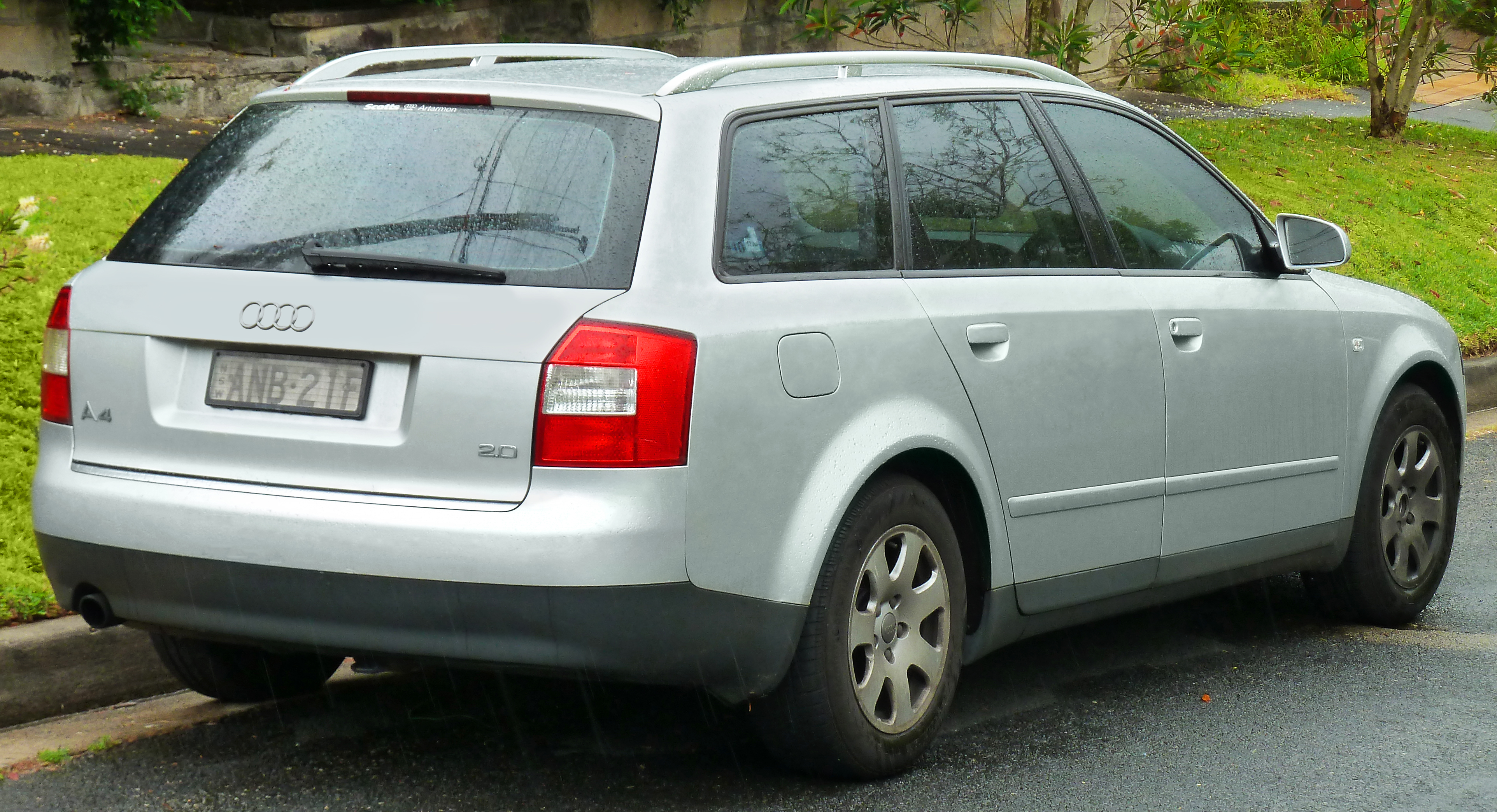
Audi A4 Avant, Модель B6

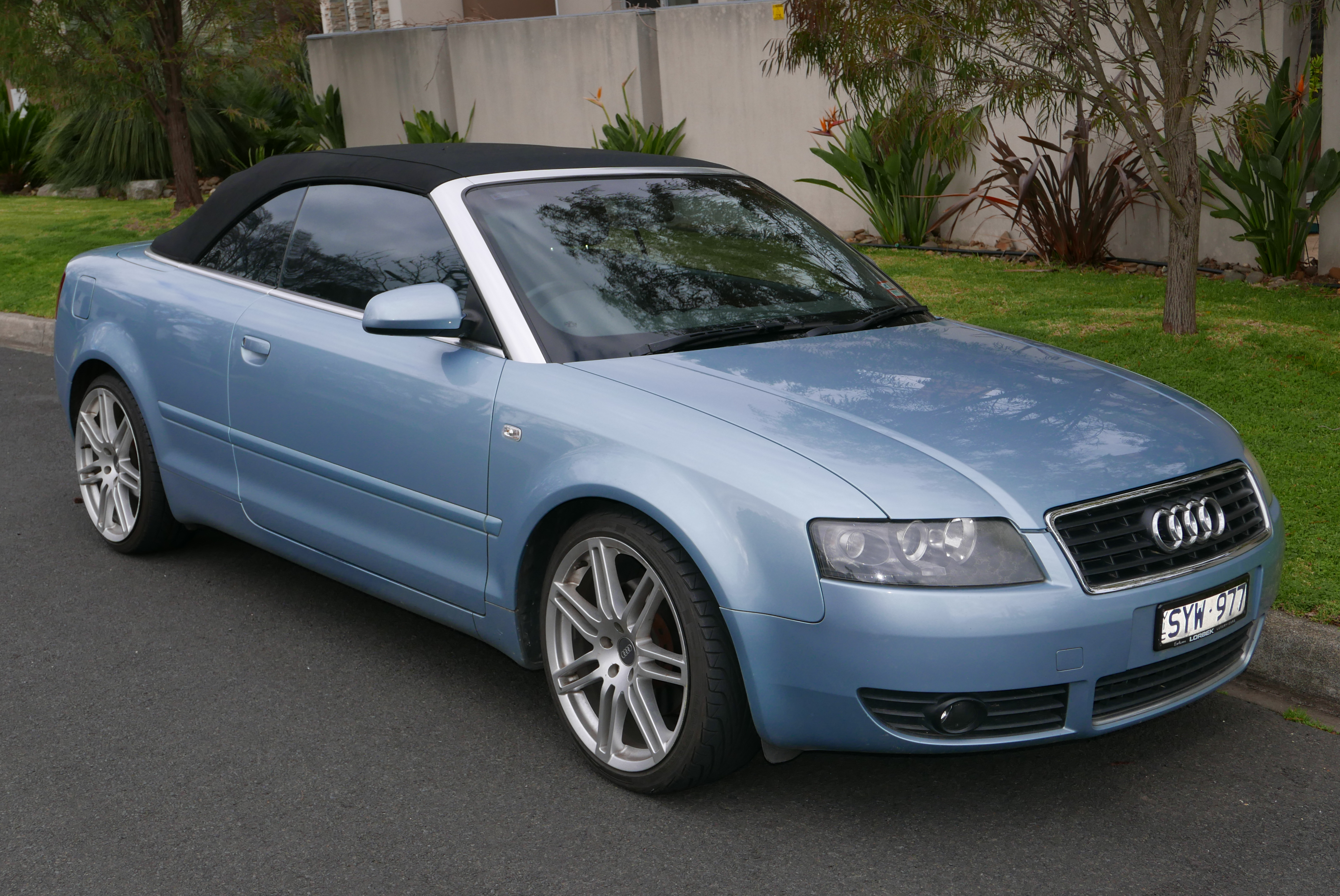
Audi A4 Cabriolet, Модель B6

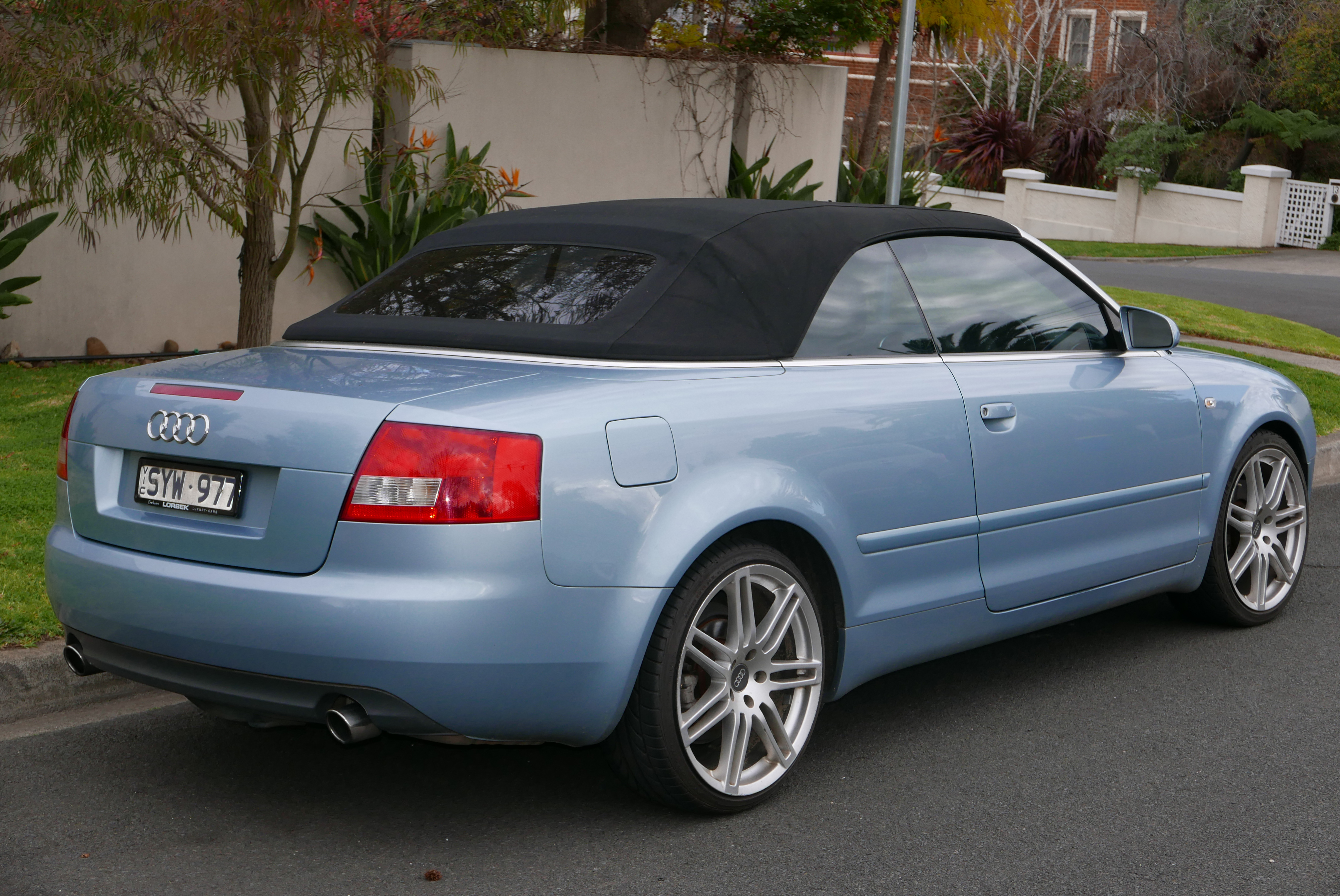
Audi A4 Cabriolet, Модель B6

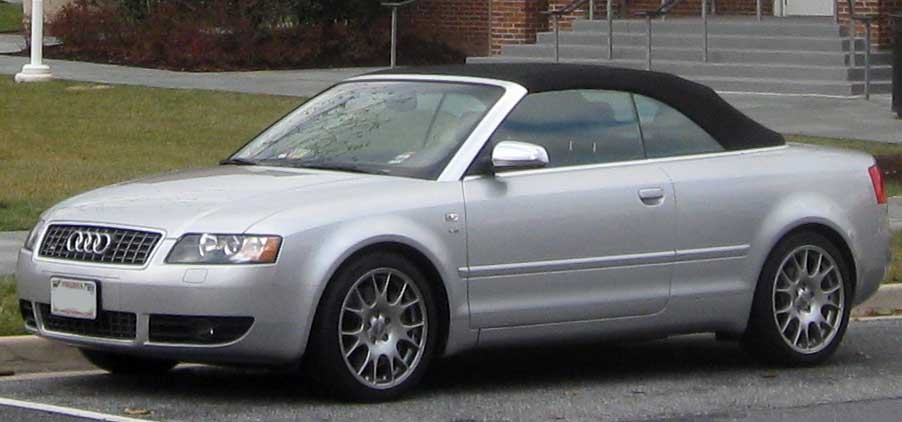
Audi S4 Cabriolet, Модель B6

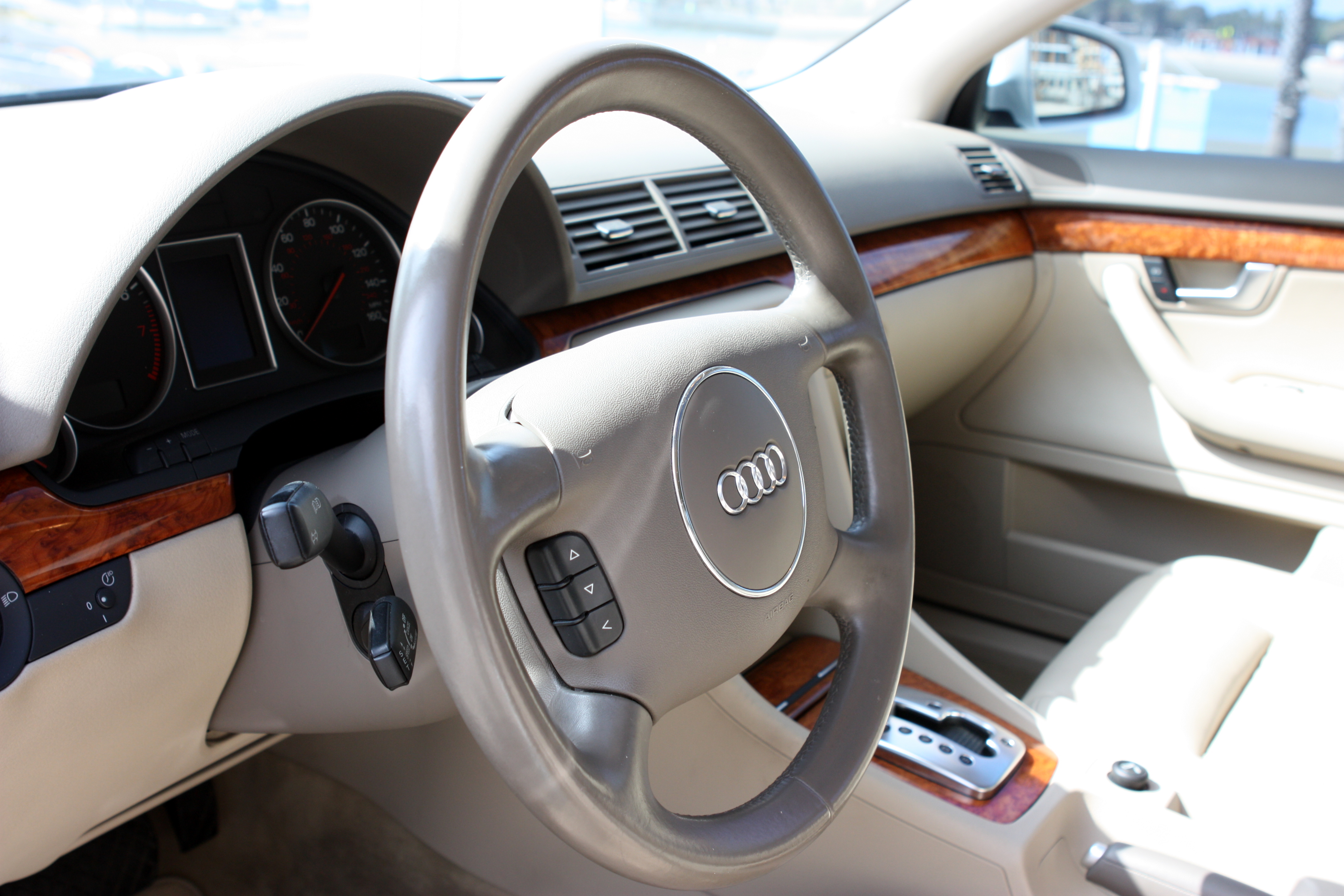

Друге покоління дебютувало в 2000 р. Серійний випуск почався з 2001 року. Воно базувалося на новій платформі Volkswagen B6. Друге покоління стало випускатися також у кузові типу кабріолет (Cabriolet). Дизайн був виконаний у стилі другого покоління Audi A6. На цьому поколінні дебютувала нова коробка передач multitronic. Вона доповнила Tiptronic на передньопривідних моделях. Єдиною проблемою було те, що її не можна було встановлювати на автомобілі з моментом більше ніж 310 НМ. 
Кузов Ауді А4 другого покоління став просторішим, у порівнянні зі своїм попередником: по довжині на 69 мм (4547 мм), по ширині на 33 мм (1766 мм), а по висоті на 13 мм. 
Автомобіль оснастили повним набором засобів безпеки. Основу безпеки пасажирів складають міцна секція салону з певними характеристиками деформування, подушки безпеки водія і переднього пасажира, а також бокові головні подушки безпеки Sideguard і механізм натягу ременя для передніх сидінь. Серійно встановлюється електронна противозаносная система стабілізації курсової стійкості, а також підсилювач екстреного гальмування. 
Кузов автомобіля оцинкований повністю, виробник дає 10-річну гарантію на відсутність корозії. Кузов являє собою тримальну сталеву конструкцію з вбудованими алюмінієвими компонентами, що значно знижує вагу автомобіля. 
Бензинові двигуни - рядні чотирициліндрові, V-подібні шестициліндрові (восьмициліндрові на моделях S4) з електронним управлінням. 
Дизельні двигуни - рядні чотирициліндрові, V-подібні шестициліндрові. 
Всі двигуни Ауді А4 з рідинним охолодженням, розташовані подовжньо. 
Випускаються моделі з переднім або повним приводом «Quattro». На повноприводних моделях встановлений міжосьовий диференціал «Torsen» з автоматичним блокуванням. 
Ходова частина з алюмінієвого сплаву, що в свою чергу забезпечує високі динамічні характеристики і точність керування автомобілем. 
Залежно від комплектації встановлюється повністю синхронізована 5 - або 6-ступінчаста МКПП, або АТ (Tiptronic з динамічною програмою переключення DSP або Multitronic з динамічною програмою регулювання DPR). 
Передня підвіска - незалежна, чотирьохважільна McPherson. Амортизаційні стійки складаються з циліндричних гвинтових пружин, амортизаторів у вигляді подвійної труби і верхніх опор великого розміру. Стабілізатор не бере участі в напрямку коліс, а через сполучні штанги пов'язаний з амортизаційними стійками. 
Балка мосту кріпиться до кузова на гумо-металевих опорах. 
Підвіска задніх коліс обладнана трапецеїдальних важелями. Балка підвіски виконана зі сталі, трапецеїдальних важелі - з порожнистої алюмінієвого профілю. Така конструкція характеризується незначною вагою та компактністю. Завдяки цьому стає можливим досягти як при передньопривідному варіанті, так і при повному приводі низького розташування підлоги в багажнику та оптимальної ширини вантажного відсіку. 
Всі важільні елементи через гумовий-металеві опори з'єднані шарнірами з еластично встановленої балкою підвіски, що забезпечує ефективне гасіння вібрацій кузова. Підресорювання задньої підвіски здійснюється гвинтовими пружинами і двома амортизаторами, які розташовані окремо і легко знімаються. 
Рульовий механізм - рейковий, з залежним від швидкості коефіцієнтом підсилення гідропідсилювача (Servotronic). Регульована, травмобезпечна рульова колонка. 
Автомобіль обладнаний електронною системою противозаносу (стабілізації стійкості - ESP), що об'єднує систему антиблокування гальм (ABS), антипробуксовочну систему (ASR), електронне блокування диференціала (EDS) і розподільник гальмівних зусиль (EBV) в єдину мережу. Встановлено підсилювач екстреного гальмування (BAS). 
Базова гальмівна система - гідравлічна, двоконтурна з діагональним розділенням і здвоєним підсилювачем. Система антиблокування гальм (ABS) з електронним розподілом гальмівних сил (EBV) з вакуумним підсилювачем. 
Гальмівні механізми - дискові, вентильовані на передніх колесах. 
Для запирання замків застосовано єдиний замок з безпосереднім або дистанційним керуванням. 
Найближчий термін настання планового технічного обслуговування відображається індикатором на дисплеї. 
Інформаційна система водія встановлена як стандартне обладнання.
Чудова аеродинаміка і застосування легких матеріалів сприяли зниженню витрати палива. Завдяки використанню високоміцної сталі і додаткових захисних елементів, а також розробки великих зон деформації, забезпечує ще більшу безпеку, ніж попередня модель.

## Двигуни
- 1.6L I4
- 1.8L I4 20v Turbo
- 2.0L I4 20v
- 2.0L I4 FSI 16v
- 2.4L V6 30v
- 3.0L V6 30v
- 4.2L V8 40v
- 1.9L I4 TDI
- 2.5L V6 TDI

## Виробництво
- Седан: з жовтня 2000 по листопада 2004
- Універсал: з вересня 2001 по листопад 2004
- Кабріолет: з квітня 2002 по січень 2006

Протягом чотирьох років виробництва B6 з конвеєра зійшло 1 200 852 автомобілів, з яких близько 482 633 моделі Avant (що становить 40,2%).

## Зноски
1. ↑  Sonderausgabe ATZ/MTZ: Der neue Audi A4: Entwicklung und Technik, Vieweg Verlag, S. 15–17, ISBN 978-3-8348-0399-3